# Diamond/Over the clouds
『Diamond／Over the clouds』（ダイアモンド／オーバー・ザ・クラウズ）は、チベット族中国人女性歌手、alanの日本における12thシングル。2010年2月3日にavex traxよりリリースされた。両A面ダブルタイアップシングル。

## 解説
- 自身初の両A面シングルで、CD版とCD+DVD版がある。CD版には初回限定受注生産版があり、自身初の3形態での発売となる。
- 2曲共にタイアップがついており、「Diamond」は読売テレビ系列『犬夜叉 完結編』エンディングテーマソング[1] で、「Over the clouds」はPSP専用ゲーム『GOD EATER』オープニングテーマソング[2] である。
  - また、GOD EATERのキャラクターが登場する「PROJECT X ZONE」において、戦闘中にこのBGMが流れる。
- CD版の初回受注限定生産盤はGOD EATERイラスト巻き帯仕様、通常版は犬夜叉書き下ろしイラスト巻き帯になっている。
- 2010年1月12日に着うたの配信が始まった。ダウンロード待ち受け特典がつく。

## 収録曲

### CD Only・CD+DVD
1. Diamond
作詞：藤林聖子　作曲：菊池一仁　編曲：ats-
2. Over the clouds
作詞：山本成美　作曲：菊池一仁　編曲：中野雄太
3. Diamond（Instrumental）
4. Over the clouds（Instrumental）

### CD Only(初回限定受注生産版)
1. Over the clouds
2. Diamond
3. Over the clouds（Instrumental）
4. Diamond（Instrumental）

### DVD
1. Diamond [Music Video]
2. 『犬夜叉 完結編』エンディング映像
3. 「GOD EATER」オープニングアニメーション

## 参照
1. ↑  読売テレビ・日本テレビアニメ「犬夜叉 完結編」エンディングテーマに決定!
2. ↑  PSP(R)専用ソフト「GOD EATER（ゴッドイーター）」「my life」に続き、オープニングテーマソングも新曲「Over the clouds」に決定!